# United Cup 2025
United Cup 2025  byl třetí ročník smíšené týmové soutěže v tenise – United Cupu, organizované Asociací tenisových profesionálů, Ženskou tenisovou asociací a australským svazem Tennis Australia. Probíhal mezi 27. prosincem 2024 a 5. lednem 2025 na okruzích ATP Tour a WTA Tour v úvodu letní australské sezóny. Dějištěm se staly dvorce v Sydney a Perthu. Soutěže se zúčastnilo 18 reprezentací složených z mužů a žen, rozdělených do šesti základních skupin po třech celcích. Celkové odměny činily 11 170 000 amerických dolarů. 
Německo jako obhájce titulu ve čtvrtfinále podlehlo Kazachstánu. Německý výběr oslabilo zranění světové dvojky Alexandra Zvereva, který před čtvrtfinálem odstoupil pro natažený biceps paže.
Druhý titul získaly Spojené státy americké po finálové výhře 2–0 nad Polskem, které skončilo jako poražený finalista podruhé v řadě. Od čtvrtfinále  neztratili Američané ani bod. Jedničky týmu Taylor Fritz s Coco Gauffovou vyhráli ve vyřazovací fázi všechny dvouhry a z obou mixů vyšli američtí deblisté také vítězně. Neporažená světová trojka Gauffová byla vyhlášena nejužitečnějším hráčem turnaje, když v soutěži ovládla všech pět dvouher a s Fritzem i dva mixy. V sedmi zápasech neztratila žádný set. Jako úřadující šampionka Turnaje mistryň zopakovala v souboji o titul výhru ze závěrečné akce sezóny nad světovou dvojkou Igou Świątekovou.

## Formát
Formát soutěže sestával ze šesti tříčlenných základních skupin, s 18 národními družstvy. Každé dějiště – Perth a Sydney, hostilo tři skupiny. Vítězové skupin postoupili přímo do čtvrtfinále turnaje, které v každém městě odpovídalo semifinále. Trojici celků v každém městě doplnil nejlepší tým z 2. místa. Vítězové čtvrtfinálových duelů se utkali v semifinále – závěrečné fázi Final Four v Sydney, a turnaj vyvrcholil finálem o titul. Skupinová fáze se hrála ve formátu „každý s každým“ a od čtvrtfinále turnaj probíhal vyřazovacím systémem.
Jednodenní mezistátní zápas měl na programu dvouhru mužů i žen v náhodném pořadí a závěrečnou smíšenou čtyřhru. Tým vedený kapitánem tvořili dva mužští singlisté a dvě singlistky. Jeho součástí mohli být deblista a deblistka, v pozici týmových trojek. Utkání byla hrána na dvě vítězné sady, se závěrečným 7bodovým tiebreakem. Ve smíšené čtyřhře se namísto rozhodujícího setu konal 10bodový supertiebreak a nehrály se výhody, po shodě následoval vítězný bod gamu.
Tenistům byly přiděleny body do žebříčků ATP a WTA podle kategorií ATP 500 a WTA 500. Hraje se s míči Dunlop Australian Open.

## Dějiště
Perth i Sydney hostily během prvních šesti dní po třech skupinách a následná čtvrtfinále (městská semifinále) o postup do Final Four. Postupující z Perthu měli 2. a 3. leden 2025 na odpočinek a přelet do Sydney, v němž proběhlo semifinále a finále.
| Obrázek | aréna              | otevřena | kapacita | město  | fáze                                           | mapa                                                         |
| ------- | ------------------ | -------- | -------- | ------ | ---------------------------------------------- | ------------------------------------------------------------ |
|         | RAC Arena          | 2012     | 15 500   | Perth  | skupinová fáze čtvrtfinále                     | Sydney · (B • D • F) Perth · (A • C • E) Dějiště United Cupu |
|         | Ken Rosewall Arena | 1999     | 10 500   | Sydney | skupinová fáze čtvrtfinále semifinále a finále | Sydney · (B • D • F) Perth · (A • C • E) Dějiště United Cupu |

## Kvalifikační kritéria
Šestnáct národních týmů (5 ATP + 5 WTA + 6 součet) se kvalifikovalo na základě nejvýše postaveného tenisty každého státu v žebříčku dvouhry ze 14. října 2024. Pět z nich podle nejlépe umístěných mužů v redukovaném žebříčku ATP (ATP 1–5) a pět podle nejlépe figurujících žen v redukovaném žebříčku WTA (WTA 1–5). Šest družstev si účast zajistilo na základě součtu pořadí nejvýše postaveného muže a ženy z daného státu (součet 1–6). Rozlosování se uskutečnilo 22. října 2024. Účast posledních dvou výběrů (součet 7 a 8) byla oznámena 3. listopadu 2024, již dva týdny před druhým kvalifikačním datem, 18. listopadem 2024.

### Soupisky
Kapitáni mohli do týmu nominovat až tři muže a tři ženy. Singlové žebříčky ATP a WTA jedniček týmů jsou uvedeny k 23. prosinci 2024. 
| Kvalifikování | Kvalifikování | stát               | jednička – ATP          | žebříček    | jednička – WTA           | žebříček    | dvojka – ATP           | dvojka – WTA            | deblista ATP           | deblistka WTA              | kapitáni                     | stát               |
| ------------- | ------------- | ------------------ | ----------------------- | ----------- | ------------------------ | ----------- | ---------------------- | ----------------------- | ---------------------- | -------------------------- | ---------------------------- | ------------------ |
| 1.            | ATP 1         | Německo            | Alexander Zverev        | 2.          | Laura Siegemundová       | 80.         | Daniel Masur           | Lena Papadakisová       | Tim Pütz               | Vivian Heisenová           | Alexander Zverev st.         | Německo            |
| 2.            | ATP 2         | Norsko             | Casper Ruud             | 6.          | Malene Helgøová          | 404.        | Viktor Durasovic       | Ulrikke Eikeriová       | —                      | —                          | Christian Ruud               | Norsko             |
| 3.            | ATP 3         | Austrálie          | Alex de Minaur          | 9.          | Olivia Gadecká           | 97.         | Omar Jasika            | Destanee Aiavová        | Matthew Ebden          | Ellen Perezová             | Lleyton Hewitt               | Austrálie          |
| 4.            | ATP 4         | Řecko              | Stefanos Tsitsipas      | 11.         | Maria Sakkariová         | 32.         | Stefanos Sakellaridis  | Despina Papamichailová  | Petros Tsitsipas       | Valentini Grammatikopoulou | Theodoros Angelinos          | Řecko              |
| 5.            | ATP 5         | Francie            | Ugo Humbert             | 14.         | Chloé Paquetová          | 123.        | Corentin Moutet        | Léolia Jeanjeanová      | Édouard Roger-Vasselin | Elixane Lechemiová         | Fabrice Martin               | Francie            |
| 6.            | WTA 1         | Polsko             | Hubert Hurkacz          | 16.         | Iga Świąteková           | 2.          | Kamil Majchrzak        | Maja Chwalińská         | Jan Zieliński          | Alicja Rosolská            | Mateusz Terczynski           | Polsko             |
| 7.            | WTA 2         | Spojené státy      | Taylor Fritz            | 4.          | Coco Gauffová            | 3.          | Denis Kudla            | Danielle Collinsová     | Robert Galloway        | Desirae Krawczyková        | Michael Russell              | USA                |
| 8.            | WTA 3         | Kazachstán         | Alexandr Ševčenko       | 78.         | Jelena Rybakinová        | 6.          | Dmitrij Popko          | Žibek Kulambajevová     | Oleksandr Nedověsov    | —                          | Oleksandr Nedověsov          | Kazachstán         |
| 9.            | WTA 4         | Itálie             | Flavio Cobolli          | 32.         | Jasmine Paoliniová       | 4.          | Matteo Gigante         | Sara Erraniová          | Andrea Vavassori       | Angelica Moratelliová      | Renzo Furlan                 | Itálie             |
| 10.           | WTA 5         | Čína               | Čang Č’-čen             | 45.         | Kao Sin-jü               | 175.        | Paj Jen                | Čang Šuaj               | Sun Fa-ťing            | —                          | Wu Ti                        | Čína               |
| 11.           | součet 1      | Česko              | Tomáš Macháč            | 25.         | Karolína Muchová         | 9.PR(22.)   | Marek Gengel           | Gabriela Knutsonová     | Patrik Rikl            | Vendula Valdmannová        | Daniel Vacek                 | Česko              |
| 12.           | součet 2      | Spojené království | Billy Harris            | 125.        | Katie Boulterová         | 24.         | Jan Choinski           | Lily Mijazakiová        | Charles Broom          | Olivia Nichollsová         | Alexander Ward               | Spojené království |
| 13.           | součet 3      | Kanada             | Félix Auger-Aliassime   | 29.         | Leylah Fernandezová      | 31.         | Liam Draxl             | Stacey Fungová          | Benjamin Sigouin       | Ariana Arseneaultová       | Félix Auger-Aliassime        | Kanada             |
| 14.           | součet 4      | Španělsko          | Pablo Carreño Busta     | 18.PR(196.) | Jéssica Bouzas Maneirová | 54.         | Carlos Taberner        | Marina Bassols Riberová | Sergio Martos Gornés   | Yvonne Cavallé Reimersová  | José Antonio Sánchez de Luna | Španělsko          |
| 15.           | součet 5      | Brazílie           | Thiago Monteiro         | 109.        | Beatriz Haddad Maiová    | 17.         | Gustavo Heide          | Carolina Alvesová       | Rafael Matos           | Luisa Stefaniová           | Rafael Paciaroni             | Brazílie           |
| 16.           | součet 6      | Švýcarsko          | Dominic Stricker        | 94.PR(300.) | Belinda Bencicová        | 15.PR(487.) | Rémy Bertola           | Céline Naefová          | Jakub Paul             | Conny Perrinová            | Sandra Naefová               | Švýcarsko          |
| 17.           | součet 7      | Argentina          | Tomás Martín Etcheverry | 39.         | Nadia Podoroská          | 100.        | Thiago Agustín Tirante | María Lourdes Carléová  | Guido Andreozzi        | —                          | Horacio de la Peña           | Argentina          |
| 18.           | součet 8      | Chorvatsko         | Borna Ćorić             | 90.         | Donna Vekićová           | 19.         | Luka Mikrut            | Lucija Ćirić Bagarićová | Ivan Dodig             | Petra Marčinková           | Iva Majoliová                | Chorvatsko         |

Vysvětlivky
1. 1 2  PR – účastník startuje pod žebříčkovou ochranou. V závorce je žebříčkové umístění během turnaje.
2. 1 2 3  Náhrada za odhlášeného účastníka.
3. 1 2  Singlová trojka týmu namísto deblistky.

### Odhlášení
| Tým                | Org. | tenista        | žebříček | důvod odstoupení            |
| ------------------ | ---- | -------------- | -------- | --------------------------- |
| Čína               | WTA  | Čeng Čchin-wen | 5.       | odpočinek po náročné sezóně |
| Spojené království | ATP  | Jack Draper    | 15.      | zranění kyčle               |
| Francie            | WTA  | Diane Parryová | 63.      | zranění                     |

## Skupinová fáze
|  | postup do vyřazovací fáze |

| Skupina | 1. místo           | 1. místo | 1. místo | 1. místo | 2. místo  | 2. místo | 2. místo | 2. místo | 3. místo   | 3. místo | 3. místo | 3. místo |
| Skupina | tým                | MZ       | U        | S        | tým       | MZ       | U        | S        | tým        | MZ       | U        | S        |
| ------- | ------------------ | -------- | -------- | -------- | --------- | -------- | -------- | -------- | ---------- | -------- | -------- | -------- |
| A       | Spojené státy      | 2–0      | 5–1      | 11–2     | Kanada    | 1–1      | 3–3      | 7–7      | Chorvatsko | 0–2      | 1–5      | 2–11     |
| B       | Polsko             | 2–0      | 4–2      | 9–5      | Česko     | 1–1      | 3–3      | 7–7      | Norsko     | 0–2      | 2–4      | 5–9      |
| C       | Kazachstán         | 2–0      | 5–1      | 10–4     | Řecko     | 1–1      | 2–4      | 5–10     | Španělsko  | 0–2      | 2–4      | 7–8      |
| D       | Itálie             | 2–0      | 6–0      | 12–1     | Švýcarsko | 1–1      | 2–4      | 4–8      | Francie    | 0–2      | 1–5      | 3–10     |
| E       | Německo            | 2–0      | 5–1      | 11–4     | Čína      | 1–1      | 4–2      | 9–6      | Brazílie   | 0–2      | 0–6      | 2–12     |
| F       | Spojené království | 1–1      | 3–3      | 7–6      | Argentina | 1–1      | 3–3      | 6–7      | Austrálie  | 1–1      | 3–3      | 6–6      |

### Skupina A
| Poř.  | Tým           | mez. zápasy | utkání | sety        | hry          |
| ----- | ------------- | ----------- | ------ | ----------- | ------------ |
| 1.    | Spojené státy | 2–0         | 5–1    | 11–2 (85 %) | 76–49 (61 %) |
| 2.    | Kanada        | 1–1         | 3–3    | 7–7 (50 %)  | 71–66 (52 %) |
| 3.    | Chorvatsko    | 0–2         | 1–5    | 2–11 (15 %) | 42–74 (36 %) |
| Perth |               |             |        |             |              |

#### Kanada vs. Chorvatsko
| | Kanada | 2 :                                                                              | 1   | Chorvatsko |     |  |
| --- | ------ | -------------------------------------------------------------------------------- | --- | ---------- | --- |  |
| RAC Arena 28. prosince 2024, 13:00 (UTC+8) |        |                                                                                  |     |            |     |  |
| \| \| \| \| 1. \| 2. \| 3. \| \| \| -- \| \| -------------------------------------------------------------------------------- \| --- \| --- \| --- \| \| \| 1. \| \| Leylah Fernandezová Donna Vekićová \| 6 4 \| 6 3 \| \| \| \| 2. \| \| Félix Auger-Aliassime Borna Ćorić \| 6 0 \| 4 6 \| 4 6 \| \| \| 3. \| \| Leylah Fernandezová / Félix Auger-Aliassime Lucija Ćirić Bagarićová / Ivan Dodig \| 6 3 \| 6 4 \| \| \| \| \| \| \| \| \| \| \| \| \| \| \| \| \| \| \| \| \| \| \| \| \| \| \| \| \| \| \| \| \| \| \| \| \| \| \| \| \| \| \| |        |                                                                                  |     |            |     |  |
| |        |                                                                                  | 1.  | 2.         | 3.  |  |
| 1. |        | Leylah Fernandezová Donna Vekićová                                               | 6 4 | 6 3        |     |  |
| 2. |        | Félix Auger-Aliassime Borna Ćorić                                                | 6 0 | 4 6        | 4 6 |  |
| 3. |        | Leylah Fernandezová / Félix Auger-Aliassime Lucija Ćirić Bagarićová / Ivan Dodig | 6 3 | 6 4        |     |  |
| |        |                                                                                  |     |            |     |  |
| |        |                                                                                  |     |            |     |  |
| |        |                                                                                  |     |            |     |  |
| |        |                                                                                  |     |            |     |  |
| |        |                                                                                  |     |            |     |  |

#### Spojené státy americké vs. Kanada
| | Spojené státy americké | 2 :                                                                      | 1    | Kanada |     |  |
| --- | ---------------------- | ------------------------------------------------------------------------ | ---- | ------ | --- |  |
| RAC Arena 29. prosince 2024, 20:00 (UTC+8) |                        |                                                                          |      |        |     |  |
| \| \| \| \| 1. \| 2. \| 3. \| \| \| -- \| \| ------------------------------------------------------------------------ \| ---- \| --- \| --- \| \| \| 1. \| \| Coco Gauffová Leylah Fernandezová \| 6 3 \| 6 2 \| \| \| \| 2. \| \| Taylor Fritz Félix Auger-Aliassime \| 6 4 \| 5 7 \| 3 6 \| \| \| 3. \| \| Coco Gauffová / Taylor Fritz Leylah Fernandezová / Félix Auger-Aliassime \| 7 62 \| 7 5 \| \| \| \| \| \| \| \| \| \| \| \| \| \| \| \| \| \| \| \| \| \| \| \| \| \| \| \| \| \| \| \| \| \| \| \| \| \| \| \| \| \| \| |                        |                                                                          |      |        |     |  |
| |                        |                                                                          | 1.   | 2.     | 3.  |  |
| 1. |                        | Coco Gauffová Leylah Fernandezová                                        | 6 3  | 6 2    |     |  |
| 2. |                        | Taylor Fritz Félix Auger-Aliassime                                       | 6 4  | 5 7    | 3 6 |  |
| 3. |                        | Coco Gauffová / Taylor Fritz Leylah Fernandezová / Félix Auger-Aliassime | 7 62 | 7 5    |     |  |
| |                        |                                                                          |      |        |     |  |
| |                        |                                                                          |      |        |     |  |
| |                        |                                                                          |      |        |     |  |
| |                        |                                                                          |      |        |     |  |
| |                        |                                                                          |      |        |     |  |

#### Spojené státy americké vs. Chorvatsko
| | Spojené státy americké | 2 :                                                        | 1   | Chorvatsko |    |  |
| --- | ---------------------- | ---------------------------------------------------------- | --- | ---------- | -- |  |
| RAC Arena 31. prosince 2024, 13:00 (UTC+8) |                        |                                                            |     |            |    |  |
| \| \| \| \| 1. \| 2. \| 3. \| \| \| -- \| \| ---------------------------------------------------------- \| --- \| --- \| -- \| \| \| 1. \| \| Taylor Fritz Borna Ćorić \| 6 3 \| 6 2 \| \| \| \| 2. \| \| Coco Gauffová Donna Vekićová \| 6 4 \| 6 2 \| \| \| \| 3. \| \| Coco Gauffová / Taylor Fritz Petra Marčinková / Ivan Dodig \| 6 2 \| 6 3 \| \| \| \| \| \| \| \| \| \| \| \| \| \| \| \| \| \| \| \| \| \| \| \| \| \| \| \| \| \| \| \| \| \| \| \| \| \| \| \| \| \| \| |                        |                                                            |     |            |    |  |
| |                        |                                                            | 1.  | 2.         | 3. |  |
| 1. |                        | Taylor Fritz Borna Ćorić                                   | 6 3 | 6 2        |    |  |
| 2. |                        | Coco Gauffová Donna Vekićová                               | 6 4 | 6 2        |    |  |
| 3. |                        | Coco Gauffová / Taylor Fritz Petra Marčinková / Ivan Dodig | 6 2 | 6 3        |    |  |
| |                        |                                                            |     |            |    |  |
| |                        |                                                            |     |            |    |  |
| |                        |                                                            |     |            |    |  |
| |                        |                                                            |     |            |    |  |
| |                        |                                                            |     |            |    |  |

### Skupina B
| Poř.   | Tým    | mez. zápasy | utkání | sety       | hry          |
| ------ | ------ | ----------- | ------ | ---------- | ------------ |
| 1.     | Polsko | 2–0         | 4–2    | 9–5 (64 %) | 67–55 (55 %) |
| 2.     | Česko  | 1–1         | 3–3    | 7–7 (50 %) | 73–70 (51 %) |
| 3.     | Norsko | 0–2         | 2–4    | 5–9 (36 %) | 53–68 (44 %) |
| Sydney |        |             |        |            |              |

#### Česko vs. Norsko
| | Česko | 2 :                                                                  | 1    | Norsko |     |  |
| --- | ----- | -------------------------------------------------------------------- | ---- | ------ | --- |  |
| Ken Rosewall Arena 29. prosince 2024, 10:30 (UTC+10) |       |                                                                      |      |        |     |  |
| \| \| \| \| 1. \| 2. \| 3. \| \| \| -- \| \| -------------------------------------------------------------------- \| ---- \| --- \| --- \| \| \| 1. \| \| Karolína Muchová Malene Helgøová \| 6 2 \| 6 2 \| \| \| \| 2. \| \| Tomáš Macháč Casper Ruud \| 6 78 \| 7 5 \| 4 6 \| \| \| 3. \| \| Karolína Muchová / Tomáš Macháč Ulrikke Eikeriová / Viktor Durasovic \| 6 4 \| 6 4 \| \| \| \| \| \| \| \| \| \| \| \| \| \| \| \| \| \| \| \| \| \| \| \| \| \| \| \| \| \| \| \| \| \| \| \| \| \| \| \| \| \| \| |       |                                                                      |      |        |     |  |
| |       |                                                                      | 1.   | 2.     | 3.  |  |
| 1. |       | Karolína Muchová Malene Helgøová                                     | 6 2  | 6 2    |     |  |
| 2. |       | Tomáš Macháč Casper Ruud                                             | 6 78 | 7 5    | 4 6 |  |
| 3. |       | Karolína Muchová / Tomáš Macháč Ulrikke Eikeriová / Viktor Durasovic | 6 4  | 6 4    |     |  |
| |       |                                                                      |      |        |     |  |
| |       |                                                                      |      |        |     |  |
| |       |                                                                      |      |        |     |  |
| |       |                                                                      |      |        |     |  |
| |       |                                                                      |      |        |     |  |

#### Polsko vs. Norsko
| | Polsko | 2 :                                                            | 1   | Norsko |          |  |
| --- | ------ | -------------------------------------------------------------- | --- | ------ | -------- |  |
| Ken Rosewall Arena 30. prosince 2024, 17:30 (UTC+10) |        |                                                                |     |        |          |  |
| \| \| \| \| 1. \| 2. \| 3. \| \| \| -- \| \| -------------------------------------------------------------- \| --- \| --- \| -------- \| \| \| 1. \| \| Iga Świąteková Malene Helgøová \| 6 1 \| 6 0 \| \| \| \| 2. \| \| Hubert Hurkacz Casper Ruud \| 5 7 \| 3 6 \| \| \| \| 3. \| \| Iga Świąteková / Jan Zieliński Ulrikke Eikeriová / Casper Ruud \| 6 3 \| 0 6 \| [10] [8] \| \| \| \| \| \| \| \| \| \| \| \| \| \| \| \| \| \| \| \| \| \| \| \| \| \| \| \| \| \| \| \| \| \| \| \| \| \| \| \| \| \| |        |                                                                |     |        |          |  |
| |        |                                                                | 1.  | 2.     | 3.       |  |
| 1. |        | Iga Świąteková Malene Helgøová                                 | 6 1 | 6 0    |          |  |
| 2. |        | Hubert Hurkacz Casper Ruud                                     | 5 7 | 3 6    |          |  |
| 3. |        | Iga Świąteková / Jan Zieliński Ulrikke Eikeriová / Casper Ruud | 6 3 | 0 6    | [10] [8] |  |
| |        |                                                                |     |        |          |  |
| |        |                                                                |     |        |          |  |
| |        |                                                                |     |        |          |  |
| |        |                                                                |     |        |          |  |
| |        |                                                                |     |        |          |  |

#### Polsko vs. Česko
| | Polsko | 2 :                                                             | 1    | Česko |     |  |
| --- | ------ | --------------------------------------------------------------- | ---- | ----- | --- |  |
| Ken Rosewall Arena 1. ledna 2025, 10:30 (UTC+10) |        |                                                                 |      |       |     |  |
| \| \| \| \| 1. \| 2. \| 3. \| \| \| -- \| \| --------------------------------------------------------------- \| ---- \| --- \| --- \| \| \| 1. \| \| Hubert Hurkacz Tomáš Macháč \| 5 7 \| 6 3 \| 4 6 \| \| \| 2. \| \| Iga Świąteková Karolína Muchová \| 6 3 \| 6 4 \| \| \| \| 3. \| \| Iga Świąteková / Hubert Hurkacz Karolína Muchová / Tomáš Macháč \| 7 63 \| 6 3 \| \| \| \| \| \| \| \| \| \| \| \| \| \| \| \| \| \| \| \| \| \| \| \| \| \| \| \| \| \| \| \| \| \| \| \| \| \| \| \| \| \| \| |        |                                                                 |      |       |     |  |
| |        |                                                                 | 1.   | 2.    | 3.  |  |
| 1. |        | Hubert Hurkacz Tomáš Macháč                                     | 5 7  | 6 3   | 4 6 |  |
| 2. |        | Iga Świąteková Karolína Muchová                                 | 6 3  | 6 4   |     |  |
| 3. |        | Iga Świąteková / Hubert Hurkacz Karolína Muchová / Tomáš Macháč | 7 63 | 6 3   |     |  |
| |        |                                                                 |      |       |     |  |
| |        |                                                                 |      |       |     |  |
| |        |                                                                 |      |       |     |  |
| |        |                                                                 |      |       |     |  |
| |        |                                                                 |      |       |     |  |

### Skupina C
| Poř.  | Tým        | mez. zápasy | utkání | sety        | hry          |
| ----- | ---------- | ----------- | ------ | ----------- | ------------ |
| 1.    | Kazachstán | 2–0         | 5–1    | 10–4 (71 %) | 63–56 (53 %) |
| 2.    | Řecko      | 1–1         | 2–4    | 5–10 (33 %) | 56–68 (45 %) |
| 3.    | Španělsko  | 0–2         | 2–4    | 7–8 (47 %)  | 64–59 (52 %) |
| Perth |            |             |        |             |              |

#### Kazachstán vs. Španělsko
| | Kazachstán | 2 :                                                                                   | 1    | Španělsko |          |  |
| --- | ---------- | ------------------------------------------------------------------------------------- | ---- | --------- | -------- |  |
| RAC Arena 27. prosince 2024, 13:00 (UTC+8) |            |                                                                                       |      |           |          |  |
| \| \| \| \| 1. \| 2. \| 3. \| \| \| -- \| \| ------------------------------------------------------------------------------------- \| ---- \| ---- \| -------- \| \| \| 1. \| \| Alexandr Ševčenko Pablo Carreño Busta \| 2 6 \| 1 6 \| \| \| \| 2. \| \| Jelena Rybakinová Jéssica Bouzasová Maneirová \| 6 2 \| 6 3 \| \| \| \| 3. \| \| Jelena Rybakinová / Alexandr Ševčenko Yvonne Cavallé Reimersová / Pablo Carreño Busta \| 7 64 \| 62 7 \| [10] [7] \| \| \| \| \| \| \| \| \| \| \| \| \| \| \| \| \| \| \| \| \| \| \| \| \| \| \| \| \| \| \| \| \| \| \| \| \| \| \| \| \| \| |            |                                                                                       |      |           |          |  |
| |            |                                                                                       | 1.   | 2.        | 3.       |  |
| 1. |            | Alexandr Ševčenko Pablo Carreño Busta                                                 | 2 6  | 1 6       |          |  |
| 2. |            | Jelena Rybakinová Jéssica Bouzasová Maneirová                                         | 6 2  | 6 3       |          |  |
| 3. |            | Jelena Rybakinová / Alexandr Ševčenko Yvonne Cavallé Reimersová / Pablo Carreño Busta | 7 64 | 62 7      | [10] [7] |  |
| |            |                                                                                       |      |           |          |  |
| |            |                                                                                       |      |           |          |  |
| |            |                                                                                       |      |           |          |  |
| |            |                                                                                       |      |           |          |  |
| |            |                                                                                       |      |           |          |  |

#### Řecko vs. Španělsko
| | Řecko | 2 :                                                                                    | 1   | Španělsko |          |  |
| --- | ----- | -------------------------------------------------------------------------------------- | --- | --------- | -------- |  |
| RAC Arena 28. prosince 2024, 20:00 (UTC+8) |       |                                                                                        |     |           |          |  |
| \| \| \| \| 1. \| 2. \| 3. \| \| \| -- \| \| -------------------------------------------------------------------------------------- \| --- \| --- \| -------- \| \| \| 1. \| \| Maria Sakkariová Jéssica Bouzas Maneirová \| 2 6 \| 1 6 \| \| \| \| 2. \| \| Stefanos Tsitsipas Pablo Carreño Busta \| 6 4 \| 4 6 \| 6 3 \| \| \| 3. \| \| Maria Sakkariová / Stefanos Tsitsipas Yvonne Cavallé Reimersová / Sergio Martos Gornés \| 4 6 \| 6 3 \| [10] [6] \| \| \| \| \| \| \| \| \| \| \| \| \| \| \| \| \| \| \| \| \| \| \| \| \| \| \| \| \| \| \| \| \| \| \| \| \| \| \| \| \| \| |       |                                                                                        |     |           |          |  |
| |       |                                                                                        | 1.  | 2.        | 3.       |  |
| 1. |       | Maria Sakkariová Jéssica Bouzas Maneirová                                              | 2 6 | 1 6       |          |  |
| 2. |       | Stefanos Tsitsipas Pablo Carreño Busta                                                 | 6 4 | 4 6       | 6 3      |  |
| 3. |       | Maria Sakkariová / Stefanos Tsitsipas Yvonne Cavallé Reimersová / Sergio Martos Gornés | 4 6 | 6 3       | [10] [6] |  |
| |       |                                                                                        |     |           |          |  |
| |       |                                                                                        |     |           |          |  |
| |       |                                                                                        |     |           |          |  |
| |       |                                                                                        |     |           |          |  |
| |       |                                                                                        |     |           |          |  |

#### Řecko vs. Kazachstán
| | Řecko | 0 :                                                                                 | 3   | Kazachstán |          |  |
| --- | ----- | ----------------------------------------------------------------------------------- | --- | ---------- | -------- |  |
| RAC Arena 30. prosince 2024, 13:00 (UTC+8) |       |                                                                                     |     |            |          |  |
| \| \| \| \| 1. \| 2. \| 3. \| \| \| -- \| \| ----------------------------------------------------------------------------------- \| --- \| ---- \| -------- \| \| \| 1. \| \| Stefanos Tsitsipas Alexandr Ševčenko \| 4 6 \| 60 7 \| \| \| \| 2. \| \| Maria Sakkariová Jelena Rybakinová \| 4 6 \| 3 6 \| \| \| \| 3. \| \| Despina Papamichailová / Petros Tsitsipas Žibek Kulambajevová / Oleksandr Nedověsov \| 6 2 \| 3 6 \| [6] [10] \| \| \| \| \| \| \| \| \| \| \| \| \| \| \| \| \| \| \| \| \| \| \| \| \| \| \| \| \| \| \| \| \| \| \| \| \| \| \| \| \| \| |       |                                                                                     |     |            |          |  |
| |       |                                                                                     | 1.  | 2.         | 3.       |  |
| 1. |       | Stefanos Tsitsipas Alexandr Ševčenko                                                | 4 6 | 60 7       |          |  |
| 2. |       | Maria Sakkariová Jelena Rybakinová                                                  | 4 6 | 3 6        |          |  |
| 3. |       | Despina Papamichailová / Petros Tsitsipas Žibek Kulambajevová / Oleksandr Nedověsov | 6 2 | 3 6        | [6] [10] |  |
| |       |                                                                                     |     |            |          |  |
| |       |                                                                                     |     |            |          |  |
| |       |                                                                                     |     |            |          |  |
| |       |                                                                                     |     |            |          |  |
| |       |                                                                                     |     |            |          |  |

### Skupina D
| Poř.   | Tým       | mez. zápasy | utkání | sety        | hry          |
| ------ | --------- | ----------- | ------ | ----------- | ------------ |
| 1.     | Itálie    | 2–0         | 6–0    | 12–1 (92 %) | 78–44 (64 %) |
| 2.     | Švýcarsko | 1-1         | 2-4    | 4–8 (33 %)  | 52–61 (46 %) |
| 3.     | Francie   | 0–2         | 1–5    | 3–10 (23 %) | 49–74 (40 %) |
| Sydney |           |             |        |             |              |

#### Francie vs. Švýcarsko
| | Francie | 1 :                                                                              | 2   | Švýcarsko |    |  |
| --- | ------- | -------------------------------------------------------------------------------- | --- | --------- | -- |  |
| Ken Rosewall Arena 28. prosince 2024, 10:30 (UTC+10) |         |                                                                                  |     |           |    |  |
| \| \| \| \| 1. \| 2. \| 3. \| \| \| -- \| \| -------------------------------------------------------------------------------- \| --- \| ---- \| -- \| \| \| 1. \| \| Chloé Paquetová Belinda Bencicová \| 3 6 \| 1 6 \| \| \| \| 2. \| \| Ugo Humbert Dominic Stricker \| 6 3 \| 7 5 \| \| \| \| 3. \| \| Elixane Lechemiová / Édouard Roger-Vasselin Belinda Bencicová / Dominic Stricker \| 1 6 \| 64 7 \| \| \| \| \| \| \| \| \| \| \| \| \| \| \| \| \| \| \| \| \| \| \| \| \| \| \| \| \| \| \| \| \| \| \| \| \| \| \| \| \| \| \| |         |                                                                                  |     |           |    |  |
| |         |                                                                                  | 1.  | 2.        | 3. |  |
| 1. |         | Chloé Paquetová Belinda Bencicová                                                | 3 6 | 1 6       |    |  |
| 2. |         | Ugo Humbert Dominic Stricker                                                     | 6 3 | 7 5       |    |  |
| 3. |         | Elixane Lechemiová / Édouard Roger-Vasselin Belinda Bencicová / Dominic Stricker | 1 6 | 64 7      |    |  |
| |         |                                                                                  |     |           |    |  |
| |         |                                                                                  |     |           |    |  |
| |         |                                                                                  |     |           |    |  |
| |         |                                                                                  |     |           |    |  |
| |         |                                                                                  |     |           |    |  |

#### Itálie vs. Švýcarsko
| | Itálie | 3 :                                                                    | 0   | Švýcarsko |    |  |
| --- | ------ | ---------------------------------------------------------------------- | --- | --------- | -- |  |
| Ken Rosewall Arena 29. prosince 2024, 17:30 (UTC+10) |        |                                                                        |     |           |    |  |
| \| \| \| \| 1. \| 2. \| 3. \| \| \| -- \| \| ---------------------------------------------------------------------- \| --- \| ---- \| -- \| \| \| 1. \| \| Flavio Cobolli Dominic Stricker \| 6 3 \| 7 62 \| \| \| \| 2. \| \| Jasmine Paoliniová Belinda Bencicová \| 6 1 \| 6 1 \| \| \| \| 3. \| \| Sara Erraniová / Andrea Vavassori Belinda Bencicová / Dominic Stricker \| 6 4 \| 6 4 \| \| \| \| \| \| \| \| \| \| \| \| \| \| \| \| \| \| \| \| \| \| \| \| \| \| \| \| \| \| \| \| \| \| \| \| \| \| \| \| \| \| \| |        |                                                                        |     |           |    |  |
| |        |                                                                        | 1.  | 2.        | 3. |  |
| 1. |        | Flavio Cobolli Dominic Stricker                                        | 6 3 | 7 62      |    |  |
| 2. |        | Jasmine Paoliniová Belinda Bencicová                                   | 6 1 | 6 1       |    |  |
| 3. |        | Sara Erraniová / Andrea Vavassori Belinda Bencicová / Dominic Stricker | 6 4 | 6 4       |    |  |
| |        |                                                                        |     |           |    |  |
| |        |                                                                        |     |           |    |  |
| |        |                                                                        |     |           |    |  |
| |        |                                                                        |     |           |    |  |
| |        |                                                                        |     |           |    |  |

#### Itálie vs. Francie
| | Itálie | 3 :                                                                           | 0   | Francie |     |  |
| --- | ------ | ----------------------------------------------------------------------------- | --- | ------- | --- |  |
| Ken Rosewall Arena 31. prosince 2024, 10:30 (UTC+10) |        |                                                                               |     |         |     |  |
| \| \| \| \| 1. \| 2. \| 3. \| \| \| -- \| \| ----------------------------------------------------------------------------- \| --- \| ------ \| --- \| \| \| 1. \| \| Flavio Cobolli Ugo Humbert \| 3 6 \| 710 68 \| 6 2 \| \| \| 2. \| \| Jasmine Paoliniová Chloé Paquetová \| 6 0 \| 6 2 \| \| \| \| 3. \| \| Sara Erraniová / Andrea Vavassori Elixane Lechemiová / Édouard Roger-Vasselin \| 6 3 \| 7 63 \| \| \| \| \| \| \| \| \| \| \| \| \| \| \| \| \| \| \| \| \| \| \| \| \| \| \| \| \| \| \| \| \| \| \| \| \| \| \| \| \| \| \| |        |                                                                               |     |         |     |  |
| |        |                                                                               | 1.  | 2.      | 3.  |  |
| 1. |        | Flavio Cobolli Ugo Humbert                                                    | 3 6 | 710 68  | 6 2 |  |
| 2. |        | Jasmine Paoliniová Chloé Paquetová                                            | 6 0 | 6 2     |     |  |
| 3. |        | Sara Erraniová / Andrea Vavassori Elixane Lechemiová / Édouard Roger-Vasselin | 6 3 | 7 63    |     |  |
| |        |                                                                               |     |         |     |  |
| |        |                                                                               |     |         |     |  |
| |        |                                                                               |     |         |     |  |
| |        |                                                                               |     |         |     |  |
| |        |                                                                               |     |         |     |  |

### Skupina E
| Poř.  | Tým      | mez. zápasy | utkání | sety        | hry          |
| ----- | -------- | ----------- | ------ | ----------- | ------------ |
| 1.    | Německo  | 2–0         | 5–1    | 11–4 (73 %) | 75–62 (55 %) |
| 2.    | Čína     | 1–1         | 4–2    | 9–6 (60 %)  | 74–65 (53 %) |
| 3.    | Brazílie | 0–2         | 0–6    | 2–12 (14 %) | 59–81 (42 %) |
| Perth |          |             |        |             |              |

#### Čína vs. Brazílie
| | Čína | 3 :                                                      | 0   | Brazílie |     |  |
| --- | ---- | -------------------------------------------------------- | --- | -------- | --- |  |
| RAC Arena 27. prosince 2024, 20:00 (UTC+8) |      |                                                          |     |          |     |  |
| \| \| \| \| 1. \| 2. \| 3. \| \| \| -- \| \| -------------------------------------------------------- \| --- \| --- \| --- \| \| \| 1. \| \| Kao Sin-jü Beatriz Haddad Maiová \| 5 7 \| 6 4 \| 7 5 \| \| \| 2. \| \| Čang Č’-čen Thiago Monteiro \| 6 3 \| 6 0 \| \| \| \| 3. \| \| Čang Šuaj / Čang Č’-čen Carolina Alvesová / Rafael Matos \| 6 4 \| 7 5 \| \| \| \| \| \| \| \| \| \| \| \| \| \| \| \| \| \| \| \| \| \| \| \| \| \| \| \| \| \| \| \| \| \| \| \| \| \| \| \| \| \| \| |      |                                                          |     |          |     |  |
| |      |                                                          | 1.  | 2.       | 3.  |  |
| 1. |      | Kao Sin-jü Beatriz Haddad Maiová                         | 5 7 | 6 4      | 7 5 |  |
| 2. |      | Čang Č’-čen Thiago Monteiro                              | 6 3 | 6 0      |     |  |
| 3. |      | Čang Šuaj / Čang Č’-čen Carolina Alvesová / Rafael Matos | 6 4 | 7 5      |     |  |
| |      |                                                          |     |          |     |  |
| |      |                                                          |     |          |     |  |
| |      |                                                          |     |          |     |  |
| |      |                                                          |     |          |     |  |
| |      |                                                          |     |          |     |  |

#### Německo vs. Brazílie
| | Německo | 3 :                                                            | 0      | Brazílie |     |  |
| --- | ------- | -------------------------------------------------------------- | ------ | -------- | --- |  |
| RAC Arena 29. prosince 2024, 13:00 (UTC+8) |         |                                                                |        |          |     |  |
| \| \| \| \| 1. \| 2. \| 3. \| \| \| -- \| \| -------------------------------------------------------------- \| ------ \| --- \| --- \| \| \| 1. \| \| Laura Siegemundová Beatriz Haddad Maiová \| 6 3 \| 1 6 \| 6 4 \| \| \| 2. \| \| Alexander Zverev Thiago Monteiro \| 6 4 \| 6 4 \| \| \| \| 3. \| \| Laura Siegemundová / Tim Pütz Carolina Alvesová / Rafael Matos \| 710 68 \| 6 4 \| \| \| \| \| \| \| \| \| \| \| \| \| \| \| \| \| \| \| \| \| \| \| \| \| \| \| \| \| \| \| \| \| \| \| \| \| \| \| \| \| \| \| |         |                                                                |        |          |     |  |
| |         |                                                                | 1.     | 2.       | 3.  |  |
| 1. |         | Laura Siegemundová Beatriz Haddad Maiová                       | 6 3    | 1 6      | 6 4 |  |
| 2. |         | Alexander Zverev Thiago Monteiro                               | 6 4    | 6 4      |     |  |
| 3. |         | Laura Siegemundová / Tim Pütz Carolina Alvesová / Rafael Matos | 710 68 | 6 4      |     |  |
| |         |                                                                |        |          |     |  |
| |         |                                                                |        |          |     |  |
| |         |                                                                |        |          |     |  |
| |         |                                                                |        |          |     |  |
| |         |                                                                |        |          |     |  |

#### Čína vs. Německo
| | Čína | 1 :                                                           | 2   | Německo |     |  |
| --- | ---- | ------------------------------------------------------------- | --- | ------- | --- |  |
| RAC Arena 30. prosince 2024, 20:00 (UTC+8) |      |                                                               |     |         |     |  |
| \| \| \| \| 1. \| 2. \| 3. \| \| \| -- \| \| ------------------------------------------------------------- \| --- \| ---- \| --- \| \| \| 1. \| \| Čang Č’-čen Alexander Zverev \| 6 2 \| 0 6 \| 2 6 \| \| \| 2. \| \| Kao Sin-jü Laura Siegemundová \| 6 1 \| 3 6 \| 6 3 \| \| \| 3. \| \| Čang Šuaj / Čang Č’-čen Laura Siegemundová / Alexander Zverev \| 2 6 \| 63 7 \| \| \| \| \| \| \| \| \| \| \| \| \| \| \| \| \| \| \| \| \| \| \| \| \| \| \| \| \| \| \| \| \| \| \| \| \| \| \| \| \| \| \| |      |                                                               |     |         |     |  |
| |      |                                                               | 1.  | 2.      | 3.  |  |
| 1. |      | Čang Č’-čen Alexander Zverev                                  | 6 2 | 0 6     | 2 6 |  |
| 2. |      | Kao Sin-jü Laura Siegemundová                                 | 6 1 | 3 6     | 6 3 |  |
| 3. |      | Čang Šuaj / Čang Č’-čen Laura Siegemundová / Alexander Zverev | 2 6 | 63 7    |     |  |
| |      |                                                               |     |         |     |  |
| |      |                                                               |     |         |     |  |
| |      |                                                               |     |         |     |  |
| |      |                                                               |     |         |     |  |
| |      |                                                               |     |         |     |  |

### Skupina F
| Poř.   | Tým                | mez. zápasy | utkání | sety       | hry          |
| ------ | ------------------ | ----------- | ------ | ---------- | ------------ |
| 1.     | Spojené království | 1–1         | 3–3    | 7–6 (54 %) | 61–59 (51 %) |
| 2.     | Austrálie          | 1–1         | 3–3    | 6–6 (50 %) | 52–53 (50 %) |
| 3.     | Argentina          | 1–1         | 3–3    | 6–7 (46 %) | 60–61 (50 %) |
| Sydney |                    |             |        |            |              |

#### Austrálie vs. Argentina
| | Austrálie | 1 :                                                                             | 2   | Argentina |    |  |
| --- | --------- | ------------------------------------------------------------------------------- | --- | --------- | -- |  |
| Ken Rosewall Arena 28. prosince 2024, 17:30 (UTC+10) |           |                                                                                 |     |           |    |  |
| \| \| \| \| 1. \| 2. \| 3. \| \| \| -- \| \| ------------------------------------------------------------------------------- \| --- \| --- \| -- \| \| \| 1. \| \| Olivia Gadecká Nadia Podoroská \| 2 6 \| 4 6 \| \| \| \| 2. \| \| Alex de Minaur Tomás Martín Etcheverry \| 6 1 \| 6 4 \| \| \| \| 3. \| \| Ellen Perezová / Matthew Ebden María Lourdes Carléová / Tomás Martín Etcheverry \| 2 6 \| 4 6 \| \| \| \| \| \| \| \| \| \| \| \| \| \| \| \| \| \| \| \| \| \| \| \| \| \| \| \| \| \| \| \| \| \| \| \| \| \| \| \| \| \| \| |           |                                                                                 |     |           |    |  |
| |           |                                                                                 | 1.  | 2.        | 3. |  |
| 1. |           | Olivia Gadecká Nadia Podoroská                                                  | 2 6 | 4 6       |    |  |
| 2. |           | Alex de Minaur Tomás Martín Etcheverry                                          | 6 1 | 6 4       |    |  |
| 3. |           | Ellen Perezová / Matthew Ebden María Lourdes Carléová / Tomás Martín Etcheverry | 2 6 | 4 6       |    |  |
| |           |                                                                                 |     |           |    |  |
| |           |                                                                                 |     |           |    |  |
| |           |                                                                                 |     |           |    |  |
| |           |                                                                                 |     |           |    |  |
| |           |                                                                                 |     |           |    |  |

#### Spojené království vs. Argentina
| | Spojené království | 2 :                                                                               | 1    | Argentina |     |  |
| --- | ------------------ | --------------------------------------------------------------------------------- | ---- | --------- | --- |  |
| Ken Rosewall Arena 30. prosince 2024, 10:30 (UTC+10) |                    |                                                                                   |      |           |     |  |
| \| \| \| \| 1. \| 2. \| 3. \| \| \| -- \| \| --------------------------------------------------------------------------------- \| ---- \| --- \| --- \| \| \| 1. \| \| Katie Boulterová Nadia Podoroská \| 6 2 \| 6 3 \| \| \| \| 2. \| \| Billy Harris Tomás Martín Etcheverry \| 6 3 \| 3 6 \| 2 6 \| \| \| 3. \| \| Katie Boulterová / Charles Broom María Lourdes Carléová / Tomás Martín Etcheverry \| 7 64 \| 7 5 \| \| \| \| \| \| \| \| \| \| \| \| \| \| \| \| \| \| \| \| \| \| \| \| \| \| \| \| \| \| \| \| \| \| \| \| \| \| \| \| \| \| \| |                    |                                                                                   |      |           |     |  |
| |                    |                                                                                   | 1.   | 2.        | 3.  |  |
| 1. |                    | Katie Boulterová Nadia Podoroská                                                  | 6 2  | 6 3       |     |  |
| 2. |                    | Billy Harris Tomás Martín Etcheverry                                              | 6 3  | 3 6       | 2 6 |  |
| 3. |                    | Katie Boulterová / Charles Broom María Lourdes Carléová / Tomás Martín Etcheverry | 7 64 | 7 5       |     |  |
| |                    |                                                                                   |      |           |     |  |
| |                    |                                                                                   |      |           |     |  |
| |                    |                                                                                   |      |           |     |  |
| |                    |                                                                                   |      |           |     |  |
| |                    |                                                                                   |      |           |     |  |

#### Spojené království vs. Austrálie
| | Spojené království | 1 :                                                              | 2   | Austrálie |    |  |
| --- | ------------------ | ---------------------------------------------------------------- | --- | --------- | -- |  |
| Ken Rosewall Arena 1. ledna 2025, 17:30 (UTC+10) |                    |                                                                  |     |           |    |  |
| \| \| \| \| 1. \| 2. \| 3. \| \| \| -- \| \| ---------------------------------------------------------------- \| --- \| ---- \| -- \| \| \| 1. \| \| Katie Boulterová Olivia Gadecká \| 6 2 \| 6 1 \| \| \| \| 2. \| \| Billy Harris Alex de Minaur \| 2 6 \| 1 6 \| \| \| \| 3. \| \| Katie Boulterová / Charles Broom Olivia Gadecká / Alex de Minaur \| 3 6 \| 63 7 \| \| \| \| \| \| \| \| \| \| \| \| \| \| \| \| \| \| \| \| \| \| \| \| \| \| \| \| \| \| \| \| \| \| \| \| \| \| \| \| \| \| \| |                    |                                                                  |     |           |    |  |
| |                    |                                                                  | 1.  | 2.        | 3. |  |
| 1. |                    | Katie Boulterová Olivia Gadecká                                  | 6 2 | 6 1       |    |  |
| 2. |                    | Billy Harris Alex de Minaur                                      | 2 6 | 1 6       |    |  |
| 3. |                    | Katie Boulterová / Charles Broom Olivia Gadecká / Alex de Minaur | 3 6 | 63 7      |    |  |
| |                    |                                                                  |     |           |    |  |
| |                    |                                                                  |     |           |    |  |
| |                    |                                                                  |     |           |    |  |
| |                    |                                                                  |     |           |    |  |
| |                    |                                                                  |     |           |    |  |

### Tabulka týmů z 2. míst
Nejlepší týmy z 2. míst skupin v Perthu i Sydney ve čtvrtfinále doplnily šest vítězů skupin. 
|  | postup do vyřazovací fáze |

| Poř.  | Tým    | mez. zápasy | utkání | sety        | hry          |
| ----- | ------ | ----------- | ------ | ----------- | ------------ |
| 1.    | Čína   | 1–1         | 4–2    | 9–6 (60 %)  | 74–65 (53 %) |
| 2.    | Kanada | 1–1         | 3–3    | 7–7 (50 %)  | 71–66 (52 %) |
| 3.    | Řecko  | 1–1         | 2–4    | 5–10 (33 %) | 56–68 (45 %) |
| Perth |        |             |        |             |              |

| Poř.   | Tým       | mez. zápasy | utkání | sety       | hry          |
| ------ | --------- | ----------- | ------ | ---------- | ------------ |
| 1.     | Česko     | 1–1         | 3–3    | 7–7 (50 %) | 73–70 (51 %) |
| 2.     | Austrálie | 1–1         | 3–3    | 6–6 (50 %) | 52–53 (50 %) |
| 3.     | Švýcarsko | 1–1         | 2–4    | 4–8 (33 %) | 52–61 (46 %) |
| Sydney |           |             |        |            |              |

## Vyřazovací fáze
|  | Čtvrtfinále 1.–3. ledna | Čtvrtfinále 1.–3. ledna |                   |   | Semifinále 4. ledna | Semifinále 4. ledna |  |  | Finále 5. ledna | Finále 5. ledna |
|  | 1. ledna – Perth        |                         |                   |   |                     |                     |  |  |                 |                 |
|  |                         |                         |                   |   |                     |                     |  |  |                 |                 |
|  | Kazachstán              | 2                       |                   |   |                     |                     |  |  |                 |                 |
|  | Kazachstán              | 2                       | 4. ledna – Sydney |   |                     |                     |  |  |                 |                 |
|  | Německo                 | 1                       |                   |   |                     |                     |  |  |                 |                 |
|  | Německo                 | 1                       | Kazachstán        | 0 |                     |                     |  |  |                 |                 |
|  | 2. ledna – Sydney       |                         | Kazachstán        | 0 |                     |                     |  |  |                 |                 |
|  |                         | Polsko                  | 3                 |   |                     |                     |  |  |                 |                 |
|  | Polsko                  | Polsko                  | 3                 | 2 |                     |                     |  |  |                 |                 |
|  | Polsko                  |                         | 5. ledna – Sydney | 2 |                     |                     |  |  |                 |                 |
|  | Spojené království      | 0                       |                   |   |                     |                     |  |  |                 |                 |
|  | Spojené království      | 0                       | Polsko            | 0 |                     |                     |  |  |                 |                 |
|  | 1. ledna – Perth        |                         | Polsko            | 0 |                     |                     |  |  |                 |                 |
|  |                         | Spojené státy           | 2                 |   |                     |                     |  |  |                 |                 |
|  | Spojené státy           | Spojené státy           | 2                 | 3 |                     |                     |  |  |                 |                 |
|  | Spojené státy           | 4. ledna – Sydney       |                   | 3 |                     |                     |  |  |                 |                 |
|  | Čína                    | 0                       |                   |   |                     |                     |  |  |                 |                 |
|  | Čína                    | 0                       | Spojené státy     | 3 |                     |                     |  |  |                 |                 |
|  | 3. ledna – Sydney       |                         | Spojené státy     | 3 |                     |                     |  |  |                 |                 |
|  |                         | Česko                   | 0                 |   |                     |                     |  |  |                 |                 |
|  | Itálie                  | Česko                   | 0                 | 1 |                     |                     |  |  |                 |                 |
|  | Itálie                  |                         |                   | 1 |                     |                     |  |  |                 |                 |
|  | Česko                   | 2                       |                   |   |                     |                     |  |  |                 |                 |
|  | Česko                   | 2                       |                   |   |                     |                     |  |  |                 |                 |

### Čtvrtfinále

#### Kazachstán vs. Německo
| | Kazachstán | 2 :                                                               | 1    | Německo |     |  |
| --- | ---------- | ----------------------------------------------------------------- | ---- | ------- | --- |  |
| RAC Arena, Perth 1. ledna 2025, 20:00 (UTC+8) |            |                                                                   |      |         |     |  |
| \| \| \| \| 1. \| 2. \| 3. \| \| \| -- \| \| ----------------------------------------------------------------- \| ---- \| --- \| --- \| \| \| 1. \| \| Jelena Rybakinová Laura Siegemundová \| 6 3 \| 6 1 \| \| \| \| 2. \| \| Alexandr Ševčenko Daniel Masur \| 65 7 \| 6 2 \| 6 2 \| \| \| 3. \| \| Žibek Kulambajevová / Dmitrij Popko Laura Siegemundová / Tim Pütz \| 2 6 \| 2 6 \| \| \| \| \| \| \| \| \| \| \| \| \| \| \| \| \| \| \| \| \| \| \| \| \| \| \| \| \| \| \| \| \| \| \| \| \| \| \| \| \| \| \| |            |                                                                   |      |         |     |  |
| |            |                                                                   | 1.   | 2.      | 3.  |  |
| 1. |            | Jelena Rybakinová Laura Siegemundová                              | 6 3  | 6 1     |     |  |
| 2. |            | Alexandr Ševčenko Daniel Masur                                    | 65 7 | 6 2     | 6 2 |  |
| 3. |            | Žibek Kulambajevová / Dmitrij Popko Laura Siegemundová / Tim Pütz | 2 6  | 2 6     |     |  |
| |            |                                                                   |      |         |     |  |
| |            |                                                                   |      |         |     |  |
| |            |                                                                   |      |         |     |  |
| |            |                                                                   |      |         |     |  |
| |            |                                                                   |      |         |     |  |

#### Polsko vs. Spojené království
| | Polsko | 2 :                                                                | 0    | Spojené království |     |            |
| --- | ------ | ------------------------------------------------------------------ | ---- | ------------------ | --- | ---------- |
| Ken Rosewall Arena, Sydney 2. ledna 2025, 17:30 (UTC+10) |        |                                                                    |      |                    |     |            |
| \| \| \| \| 1. \| 2. \| 3. \| \| \| -- \| \| ------------------------------------------------------------------ \| ---- \| --- \| --- \| ---------- \| \| 1. \| \| Hubert Hurkacz Billy Harris \| 7 63 \| 7 5 \| \| \| \| 2. \| \| Iga Świąteková Katie Boulterová \| 64 7 \| 6 1 \| 6 4 \| \| \| 3. \| \| Maja Chwalińská / Jan Zieliński Olivia Nichollsová / Charles Broom \| \| \| \| nehrálo se \| \| \| \| \| \| \| \| \| \| \| \| \| \| \| \| \| \| \| \| \| \| \| \| \| \| \| \| \| \| \| \| \| \| \| \| \| \| \| \| \| |        |                                                                    |      |                    |     |            |
| |        |                                                                    | 1.   | 2.                 | 3.  |            |
| 1. |        | Hubert Hurkacz Billy Harris                                        | 7 63 | 7 5                |     |            |
| 2. |        | Iga Świąteková Katie Boulterová                                    | 64 7 | 6 1                | 6 4 |            |
| 3. |        | Maja Chwalińská / Jan Zieliński Olivia Nichollsová / Charles Broom |      |                    |     | nehrálo se |
| |        |                                                                    |      |                    |     |            |
| |        |                                                                    |      |                    |     |            |
| |        |                                                                    |      |                    |     |            |
| |        |                                                                    |      |                    |     |            |
| |        |                                                                    |      |                    |     |            |

#### Spojené státy americké vs. Čína
| | Spojené státy americké | 3 :                                                           | 0    | Čína |      |  |
| --- | ---------------------- | ------------------------------------------------------------- | ---- | ---- | ---- |  |
| RAC Arena, Perth 1. ledna 2025, 13:00 (UTC+8) |                        |                                                               |      |      |      |  |
| \| \| \| \| 1. \| 2. \| 3. \| \| \| -- \| \| ------------------------------------------------------------- \| ---- \| ---- \| ---- \| \| \| 1. \| \| Coco Gauffová Čang Šuaj \| 7 64 \| 6 2 \| \| \| \| 2. \| \| Taylor Fritz Čang Č’-čen \| 6 4 \| 6 4 \| \| \| \| 3. \| \| Desirae Krawczyková / Robert Galloway Čang Šuaj / Sun Fa-ťing \| 6 3 \| 61 7 \| 10 3 \| \| \| \| \| \| \| \| \| \| \| \| \| \| \| \| \| \| \| \| \| \| \| \| \| \| \| \| \| \| \| \| \| \| \| \| \| \| \| \| \| \| |                        |                                                               |      |      |      |  |
| |                        |                                                               | 1.   | 2.   | 3.   |  |
| 1. |                        | Coco Gauffová Čang Šuaj                                       | 7 64 | 6 2  |      |  |
| 2. |                        | Taylor Fritz Čang Č’-čen                                      | 6 4  | 6 4  |      |  |
| 3. |                        | Desirae Krawczyková / Robert Galloway Čang Šuaj / Sun Fa-ťing | 6 3  | 61 7 | 10 3 |  |
| |                        |                                                               |      |      |      |  |
| |                        |                                                               |      |      |      |  |
| |                        |                                                               |      |      |      |  |
| |                        |                                                               |      |      |      |  |
| |                        |                                                               |      |      |      |  |

#### Itálie vs. Česko
| | Itálie | 1 :                                                                 | 2   | Česko |      |  |
| --- | ------ | ------------------------------------------------------------------- | --- | ----- | ---- |  |
| Ken Rosewall Arena, Sydney 3. ledna 2025, 17:30 (UTC+10) |        |                                                                     |     |       |      |  |
| \| \| \| \| 1. \| 2. \| 3. \| \| \| -- \| \| ------------------------------------------------------------------- \| --- \| --- \| ---- \| \| \| 1. \| \| Jasmine Paoliniová Karolína Muchová \| 2 6 \| 2 6 \| \| \| \| 2. \| \| Flavio Cobolli Tomáš Macháč \| 1 6 \| 2 6 \| \| \| \| 3. \| \| Sara Erraniová / Andrea Vavassori Gabriela Knutsonová / Patrik Rikl \| 7 5 \| 3 6 \| 10 4 \| \| \| \| \| \| \| \| \| \| \| \| \| \| \| \| \| \| \| \| \| \| \| \| \| \| \| \| \| \| \| \| \| \| \| \| \| \| \| \| \| \| |        |                                                                     |     |       |      |  |
| |        |                                                                     | 1.  | 2.    | 3.   |  |
| 1. |        | Jasmine Paoliniová Karolína Muchová                                 | 2 6 | 2 6   |      |  |
| 2. |        | Flavio Cobolli Tomáš Macháč                                         | 1 6 | 2 6   |      |  |
| 3. |        | Sara Erraniová / Andrea Vavassori Gabriela Knutsonová / Patrik Rikl | 7 5 | 3 6   | 10 4 |  |
| |        |                                                                     |     |       |      |  |
| |        |                                                                     |     |       |      |  |
| |        |                                                                     |     |       |      |  |
| |        |                                                                     |     |       |      |  |
| |        |                                                                     |     |       |      |  |

### Semifinále

#### Kazachstán vs. Polsko
| | Kazachstán | 0 :                                                                     | 3    | Polsko |    |  |
| --- | ---------- | ----------------------------------------------------------------------- | ---- | ------ | -- |  |
| Ken Rosewall Arena, Sydney 4. ledna 2025, 10:30 (UTC+10) |            |                                                                         |      |        |    |  |
| \| \| \| \| 1. \| 2. \| 3. \| \| \| -- \| \| ----------------------------------------------------------------------- \| ---- \| --- \| -- \| \| \| 1. \| \| Alexandr Ševčenko Hubert Hurkacz \| 3 6 \| 2 6 \| \| \| \| 2. \| \| Jelena Rybakinová Iga Świąteková \| 65 7 \| 4 6 \| \| \| \| 3. \| \| Žibek Kulambajevová / Alexandr Ševčenko Maja Chwalińská / Jan Zieliński \| 4 6 \| 1 6 \| \| \| \| \| \| \| \| \| \| \| \| \| \| \| \| \| \| \| \| \| \| \| \| \| \| \| \| \| \| \| \| \| \| \| \| \| \| \| \| \| \| \| |            |                                                                         |      |        |    |  |
| |            |                                                                         | 1.   | 2.     | 3. |  |
| 1. |            | Alexandr Ševčenko Hubert Hurkacz                                        | 3 6  | 2 6    |    |  |
| 2. |            | Jelena Rybakinová Iga Świąteková                                        | 65 7 | 4 6    |    |  |
| 3. |            | Žibek Kulambajevová / Alexandr Ševčenko Maja Chwalińská / Jan Zieliński | 4 6  | 1 6    |    |  |
| |            |                                                                         |      |        |    |  |
| |            |                                                                         |      |        |    |  |
| |            |                                                                         |      |        |    |  |
| |            |                                                                         |      |        |    |  |
| |            |                                                                         |      |        |    |  |

#### Spojené státy americké vs. Česko
| | Spojené státy americké | 3 :                                                                 | 0    | Česko |    |       |
| --- | --- | ------------------------------------------------------------------- | ---- | ----- | -- | ----- |
| RAC Arena, Perth 4. ledna 2025, 17:30 (UTC+10) | |                                                                     |      |       |    |       |
| \| \| \| \| 1. \| 2. \| 3. \| \| \| ----------- \| ----------------------------------------------------------------------------------------------------------------------------------------------------------------------------------------- \| ------------------------------------------------------------------- \| ---- \| --- \| -- \| ----- \| \| 1. \| \| Coco Gauffová Karolína Muchová \| 6 1 \| 6 4 \| \| \| \| 2. \| \| Taylor Fritz Tomáš Macháč \| 64 7 \| 6 5 \| \| skreč \| \| 3. \| \| Desirae Krawczyková / Denis Kudla Gabriela Knutsonová / Patrik Rikl \| 7 5 \| 6 0 \| \| \| \| \| \| \| \| \| \| \| \| \| \| \| \| \| \| \| \| \| \| \| \| \| \| \| \| Podrobnosti \| \| \| \| \| \| \| \| \| Tomáš Macháč neproměnil proti Tayloru Fritzovi dva mečboly na příjmu za stavu 7–6 a 5–2. Po ztrátě dvou podání pak za stavu 5–6 utkání skrečoval kvůli křečím a omezenému pohybu.[14][15] \| \| \| \| \| \| | |                                                                     |      |       |    |       |
| | |                                                                     | 1.   | 2.    | 3. |       |
| 1. | | Coco Gauffová Karolína Muchová                                      | 6 1  | 6 4   |    |       |
| 2. | | Taylor Fritz Tomáš Macháč                                           | 64 7 | 6 5   |    | skreč |
| 3. | | Desirae Krawczyková / Denis Kudla Gabriela Knutsonová / Patrik Rikl | 7 5  | 6 0   |    |       |
| | |                                                                     |      |       |    |       |
| | |                                                                     |      |       |    |       |
| | |                                                                     |      |       |    |       |
| Podrobnosti | |                                                                     |      |       |    |       |
| | Tomáš Macháč neproměnil proti Tayloru Fritzovi dva mečboly na příjmu za stavu 7–6 a 5–2. Po ztrátě dvou podání pak za stavu 5–6 utkání skrečoval kvůli křečím a omezenému pohybu. |                                                                     |      |       |    |       |

### Finále

#### Polsko vs. Spojené státy americké
| | Polsko | 0 :                                                          | 2   | Spojené státy americké |      |            |
| --- | ------ | ------------------------------------------------------------ | --- | ---------------------- | ---- | ---------- |
| Ken Rosewall Arena, Sydney 5. ledna 2025, 17:30 (UTC+10) |        |                                                              |     |                        |      |            |
| \| \| \| \| 1. \| 2. \| 3. \| \| \| -- \| \| ------------------------------------------------------------ \| --- \| --- \| ---- \| ---------- \| \| 1. \| \| Iga Świąteková Coco Gauffová \| 4 6 \| 4 6 \| \| \| \| 2. \| \| Hubert Hurkacz Taylor Fritz \| 4 6 \| 7 5 \| 64 7 \| \| \| 3. \| \| Iga Świąteková / Hubert Hurkacz Coco Gauffová / Taylor Fritz \| \| \| \| nehrálo se \| \| \| \| \| \| \| \| \| \| \| \| \| \| \| \| \| \| \| \| \| \| \| \| \| \| \| \| \| \| \| \| \| \| \| \| \| \| \| \| \| |        |                                                              |     |                        |      |            |
| |        |                                                              | 1.  | 2.                     | 3.   |            |
| 1. |        | Iga Świąteková Coco Gauffová                                 | 4 6 | 4 6                    |      |            |
| 2. |        | Hubert Hurkacz Taylor Fritz                                  | 4 6 | 7 5                    | 64 7 |            |
| 3. |        | Iga Świąteková / Hubert Hurkacz Coco Gauffová / Taylor Fritz |     |                        |      | nehrálo se |
| |        |                                                              |     |                        |      |            |
| |        |                                                              |     |                        |      |            |
| |        |                                                              |     |                        |      |            |
| |        |                                                              |     |                        |      |            |
| |        |                                                              |     |                        |      |            |

#### Vítěz
| Vítěz United Cupu 2025             |
| ---------------------------------- |
| Spojené státy americké druhý titul |

## Rozpočet
Rozpočet United Cupu 2025 činil 11 170 000 dolarů, s garantovanou minimální částkou 5 585 000 dolarů pro hráče okruhu ATP i hráčky okruhu WTA. Odměny sestávaly ze tři složek: startovného, odměny za výhru tenisty a odměny za výhru týmu.
| Žebříček  | jednička týmu | dvojka týmu | trojka týmu |
| --------- | ------------- | ----------- | ----------- |
| 1–10.     | 230 000 $     | 210 000 $   | 33 000 $    |
| 11.–20.   | 115 000 $     | 105 000 $   | 33 000 $    |
| 21.–30.   | 69 000 $      | 52 500 $    | 33 000 $    |
| 31.–50.   | 46 000 $      | 31 500 $    | 16 500 $    |
| 51.–100.  | 34 500 $      | 21 000 $    | 16 500 $    |
| 101.–250. | 28 750 $      | 15 750 $    | 8 250 $     |
| 251.+     | 23 000 $      | 10 500 $    | 6 600 $     |

| Za výhru    | jedničky  | v mixu   |
| ----------- | --------- | -------- |
| Finále      | 280 250 $ | 52 800 $ |
| Semifinále  | 147 500 $ | 27 650 $ |
| Čtvrtfinále | 77 600 $  | 14 550 $ |
| Skupina     | 42 800 $  | 8 000 $  |

| Za výhru    | v mezistátním zápase |
| ----------- | -------------------- |
| Finále      | 25 850 $ / tým       |
| Semifinále  | 15 250 $ / tým       |
| Čtvrtfinále | 8 950 $ / tým        |
| Skupina     | 5 600 $ / tým        |

Vysvětlivky
1. 1 2  Postavení tenisty na žebříčku dvouhry ATP (muži) a WTA (ženy).[16]
2. ↑  Postavení tenisty na žebříčku dvouhry nebo čtyřhry ATP (muži) a WTA (ženy).[16]
3. ↑  Každý člen týmu obdrží rovný podíl z celkové částky.[16]

## Body do žebříčků ATP a WTA
| Fáze                  | Body za výhru proti soupeři dle ↓ jeho žebříčkového postavení ↓ | Body za výhru proti soupeři dle ↓ jeho žebříčkového postavení ↓ | Body za výhru proti soupeři dle ↓ jeho žebříčkového postavení ↓ | Body za výhru proti soupeři dle ↓ jeho žebříčkového postavení ↓ | Body za výhru proti soupeři dle ↓ jeho žebříčkového postavení ↓ | Body za výhru proti soupeři dle ↓ jeho žebříčkového postavení ↓ | Body za výhru proti soupeři dle ↓ jeho žebříčkového postavení ↓ |
| Fáze                  | 1.–10.                                                          | 11.–20.                                                         | 21.–30.                                                         | 31.–50.                                                         | 51.–100.                                                        | 101.–250.                                                       | 251.+                                                           |
| --------------------- | --------------------------------------------------------------- | --------------------------------------------------------------- | --------------------------------------------------------------- | --------------------------------------------------------------- | --------------------------------------------------------------- | --------------------------------------------------------------- | --------------------------------------------------------------- |
| Výhra ve finále       | 180                                                             | 140                                                             | 120                                                             | 90                                                              | 60                                                              | 40                                                              | 35                                                              |
| Výhra v semifinále    | 130                                                             | 105                                                             | 90                                                              | 60                                                              | 40                                                              | 35                                                              | 25                                                              |
| Výhra ve čtvrtfinále  | 80                                                              | 65                                                              | 55                                                              | 40                                                              | 35                                                              | 25                                                              | 20                                                              |
| Výhra ve skupině      | 55                                                              | 45                                                              | 40                                                              | 35                                                              | 25                                                              | 20                                                              | 15                                                              |
|                       |                                                                 |                                                                 |                                                                 |                                                                 |                                                                 |                                                                 |                                                                 |
| Maximální bodový zisk | 500                                                             | 400                                                             | 345                                                             | 260                                                             | 185                                                             | 140                                                             | 110                                                             |